# Rebenty
Der Rebenty (manchmal auch Rébenty geschrieben) ist ein Fluss in Frankreich, der im Département Aude in der Region Okzitanien verläuft. Er entspringt im Gemeindegebiet von La Fajolle, entwässert generell Richtung Nordost bis Ost und mündet nach rund 34 Kilometern im Gemeindegebiet von Saint-Martin-Lys als linker Nebenfluss in die Aude.

## Orte am Fluss
(Reihenfolge in Fließrichtung)
- La Fajolle
- Mérial
- Niort-de-Sault
- Belfort-sur-Rebenty
- Joucou
- Marsa

## Sehenswürdigkeiten
- Schlucht Gorges du Rebenty